# 雅芒峰
46°26′42″N 6°58′30″E / 46.4450°N 6.9749°E

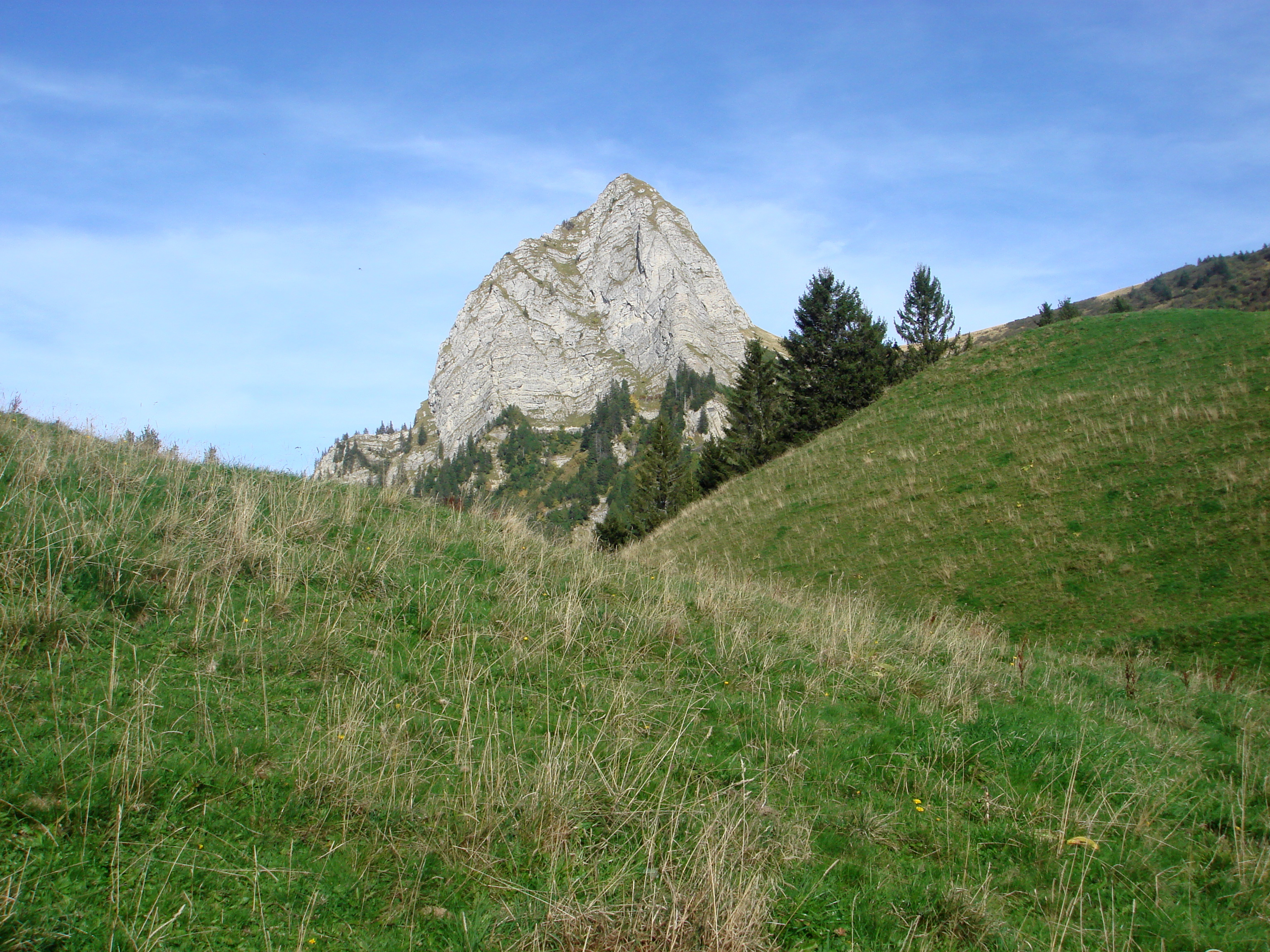

雅芒峰（Dent de Jaman）是瑞士的山峰，位於該國西部，由沃州負責管轄，屬於伯爾尼山的一部分，處於伯爾尼西南面70公里，每年平均降雨量1,395毫米。